# Marisa Pavan
Marisa Pavan (născută Maria Luisa Pierangeli; n. 19 iunie 1932, Cagliari, Regatul Italiei – d. 6 decembrie 2023, Gassin, Provence-Alpes-Côte d'Azur, Franța) a fost o actriță de origine italiană care a devenit cunoscută mai întâi ca soră geamănă a vedetei de film Pier Angeli (Anna Maria Pierangeli) înainte de a atinge succesul în film pe cont propriu.

## Biografie
Debutul în cinematografie al Marisei Pavan a avut loc în filmul What Price Glory (1952).
Fiica unui inginer constructor, Pavan nu a avea nicio pregătire actoricească atunci când a semnat un contract cu Paramount la vârsta de 19 ani.
Succesul ei ca actriță a avut loc în filmul The Rose Tattoo (1955), în rolul fiicei  personajului interpretat de Anna Magnani; rolul ei îi fusese acordat inițial lui Pier Angeli, care nu a mai putut ulterior să mai joace. Interpretarea ei i-a adus o nominalizare la Premiul Oscar pentru cea mai bună actriță în rol secundar. Ea a câștigat, de asemenea, Globul de Aur pentru cea mai bună actriță în rol secundar pentru interpretarea ei din acest film.
Pavan a jucat în mai multe filme, printre care Diane (1956), The Man in the Gray Flannel Suit (1956), The Midnight Story (1957) și John Paul Jones (1959). Ea a interpretat-o pe Abișag în filmul epic biblic Solomon and Sheba (1959) al lui King Vidor. A apărut mai târziu în filmele UA Slightly Pregnant Man (1973), Antoine and Sebastian (1974) și miniserialul de televiziune The Moneychangers (1976). În 1985 a jucat rolul Chantal Dubujak în Ryan's Hope.
Pe 27 martie 1956 Marisa Pavan s-a căsătorit cu actorul francez Jean-Pierre Aumont la Santa Barbara, California, iar cuplul a rămas împreună până la moartea lui în 2001. Ei au avut doi fii: Jean-Claude (n. 1957) și Patrick (n. 1960).

## Filmografie selectivă
- What Price Glory (1952)
- I Chose Love (1953)
- Down Three Dark Streets (1954)
- Drum Beat (1954)
- The Rose Tattoo (1955)
- Alfred Hitchcock Presents - „You Got to Have Luck” (1956)
- Diane (1956)
- The Man in the Gray Flannel Suit (1956)
- The Midnight Story (1957)
- John Paul Jones (1959)
- 1959 Solomon și regina din Saba (Solomon and Sheba)
- Shangri-La (film TV)[16] (1960)
- Naked City - „Requiem for a Sunday Afternoon” ca Josephine (1961)
- Combat - sezonul 2, ep. 12 „Ambush” ca Marie Marchand (1963)[17]
- The Diary of Anne Frank (film TV, 1967)[18]
- Cutter's Trail (film TV, 1970)[19]
- A Slightly Pregnant Man (1973)
- Antoine and Sebastian (1974)
- Hawaii Five-O (1977) - „East Wind, Ill Wind” - Madame Sandanarik
- The Trial of Lee Harvey Oswald (film TV, 1977)

## Legături externe
- Marisa Pavan la Internet Movie Database